# Alessandro Franchi
Alessandro Franchi, italijanski rimskokatoliški duhovnik, škof in kardinal, * 25. junij 1819, Rim, † 31. julij 1878, Rim.

## Življenjepis
16. marca 1842 je prejel duhovniško posvečenje.
19. junija 1856 je bil imenovan za naslovnega nadškofa Tesalonike; škofovsko posvečenje je prejel 5. julija istega leta.
31. oktobra 1860 je postal tajnik znotraj Rimske kurije. Med 13. marcem 1868 in 1869 je bil apostolski nuncij v Španiji.
22. decembra 1873 je bil povzdignjen v kardinala in imenovan za kardinal-duhovnika v baziliki svete Marije v Trasteveru.
10. marca 1874 je postal prefekt Kongregacije za propagando vere in 5. marca 1878 državni tajnik Rimske kurije.